# Idiocerus harimensis
Idiocerus harimensis är en insektsart som beskrevs av Matsumura 1912. Idiocerus harimensis ingår i släktet Idiocerus och familjen dvärgstritar. Inga underarter finns listade i Catalogue of Life.